# Rábaszentmihály
Rábaszentmihály is een plaats (község) en gemeente in het Hongaarse comitaat Győr-Moson-Sopron. Rábaszentmihály telt 514 inwoners (2001).